# Ла Пунта (Верона)
Ла Пунта је насеље у Италији у округу Верона, региону Венето.
Према процени из 2011. у насељу је живело 196 становника. Насеље се налази на надморској висини од 39 м.